# Hermanas Mirabal (Provinz)
Hermanas Mirabal (bis 2007 Salcedo genannt) ist eine Provinz im Norden der Dominikanischen Republik. Die Provinz wurde 1952 von der Provinz Espaillat abgespalten. Der Name der Provinz soll an die Mirabal-Schwestern (dominikanische Regimegegnerinnen der Trujillo-Diktatur) erinnern.

## Verwaltungsgliederung
Die Provinz setzt sich aus drei Municipios zusammen:
- Salcedo
- Tenares
- Villa Tapia